# Paweł Borszowski
Paweł Borszowski (ur. 1972) – polski prawnik, profesor nauk prawnych, profesor nadzwyczajny Katedry Prawa Finansowego Wydziału Prawa, Administracji i Ekonomii Uniwersytetu Wrocławskiego i Instytutu Społeczno-Prawnego Państwowej Wyższej Szkoły Zawodowej im. Angelusa Silesiusa w Wałbrzychu, sędzia Naczelnego Sądu Administracyjnego.

## Życiorys
1 grudnia 2003 obronił pracę doktorską, 20 czerwca 2011 habilitował się na podstawie pracy zatytułowanej Działalność gospodarcza w konstrukcji prawnej podatku. 25 czerwca 2019 nadano mu tytuł profesora w zakresie nauk prawnych. Jest profesorem nadzwyczajnym w Instytucie Społecznym-Prawnym Państwowej Wyższej Szkole Zawodowej im. Angelusa Silesiusa w Wałbrzychu, oraz w Katedrze Prawa Finansowego i prodziekana na Wydziale Prawa, Administracji i Ekonomii Uniwersytetu Wrocławskiego.
Był dyrektorem Instytutu Społeczno-Prawnego Państwowej Wyższej Szkoły Zawodowej im. Angelusa Silesiusa w Wałbrzychu.